# Stradivari (spoorwegen)
De Stradivari is een Europese internationale trein voor de verbinding Venetië - Wenen. De trein is genoemd naar de Italiaanse vioolbouwer Antonio Stradivari.

## EuroCity
Begin 21 ste eeuw was de concurrentie van goedkope vluchten tussen Oostenrijk en Italië merkbaar voor de spoorwegen. Om reizigers terug te winnen voor de trein werd in 2003 gestart met het Allegro project. De EuroCity en EuroNight verbindingen tussen Oostenrijk en Italië zouden onder de productnaam Allegro, verwijzend naar de relatie tussen Oostenrijk en de muziek, aan de man gebracht worden. Net als eerder bij Cisalpino werden de namen van de trein voorzien van een voorvoegsel, in dit geval Allegro. In december 2003 reed de Allegro Johann Strauss voor het eerst over de Semmeringroute.  De Allegro Stradivari volgde op 14 december 2004 als uitbreiding van het aanbod tussen Wenen en Venetië.

### Route en dienstregeling
|  | land       | station             | km |  |
|  | ---------- | ------------------- | -- |  |
|  | Italië     | Venezia Santa Lucia | 0  |  |
|  | Italië     | Venezia Mestre      |    |  |
|  | Italië     | Pordenone           |    |  |
|  | Italië     | Udine               |    |  |
|  | Italië     | Tarvisio Boscoverde |    |  |
|  | Oostenrijk | Villach Hbf         |    |  |
|  | Oostenrijk | Klagenfurt Hbf      |    |  |
|  | Oostenrijk | Bruck a. d. Mur     |    |  |
|  | Oostenrijk | Wien Südbahnhof     |    |  |